# Aeropuerto Internacional de Changsha-Huanghua
El Aeropuerto Internacional de Changsha Huanghua (IATA: CSX, OACI: ZGHA) es el aeropuerto de la ciudad de Changsha, provincia de Hunan, China, y algunas ciudades cercanas, como Zhuzhou y Xiangtan. Situado a unos 25 km del centro de Changsha, en la ciudad de Huanghua, Condado de Changsha, tiene dos terminales y está entre los aeropuertos con más tráfico de China. El aeropuerto es gestionado por la Autoridad Aeroportuaria de Hunan, una corporación de propiedad pública que gestiona los cinco aeropuertos de la provincia de Hunan. El Aeropuerto de Changsha Datuopu/AFB  (IATA: HHA, OACI: ZGCS) (también llamado Changsha Ciudad) es el segundo aeropuerto de Changsha, usado principalmente para fines militares.

## Historia
La construcción del aeropuerto comenzó el 25 de junio de 1986, y el primer vuelo despegó el 29 de agosto de 1989. El aeropuerto fue expandido entre 2008 y 2011, cuando se añadió la Terminal 2, que entró en funcionamiento en 2011.

## Terminales
La antigua terminal (Terminal 1) tiene una superficie de 33000 m² y se compone de los vestíbulos A, B, and C. La nueva Terminal 2 entró en funcionamiento en julio de 2011, mientras la Terminal 1 estaba en renovación. Con 212 000 m², esta terminal es la quinta más grande de China continental (tras Pekín-Capital, Shanghái-Pudong, Cantón, y Shenzhen).

## Aerolíneas y destinos
El aeropuerto es un centro de conexión regional de China Southern Airlines.
| Aerolíneas                             | Destinos |
| -------------------------------------- | --- |
| Air China                              | Pekín-Capital, Chengdú, Hangzhou, Kunming, Tianjin |
| Air China operados por Dalian Airlines | Dalian, Hefei |
| Air Macau                              | Macao |
| Asiana Airlines                        | Seúl-Incheon |
| Business Air                           | Bangkok-Suvarnabhumi |
| Beijing Capital Airlines               | Haikou, Ordos, Sanya |
| Chengdu Airlines                       | Chengdú, Hangzhou, Nankín, Sanya |
| China Eastern Airlines                 | Chongqing, Guiyang, Huai'an, Kunming, Lijiang, Linyi, Liuzhou, Nankín, Nanning, Nantong, Ningbo, Shanghai-Hongqiao, Shanghai-Pudong, Wenzhou, Wuxi, Xi'an, Yancheng, Yinchuan |
| China Eastern Airlines                 | Seúl-Incheon |
| China Southern Airlines                | Baotou, Beihai, Pekín-Capital, Changchun, Changzhou, Chengdú, Chongqing, Dalian, Cantón, Guiyang, Haikou, Hangzhou, Harbin, Hefei, Hohhot, Huaihua, Huangshan, Jieyang, Jinan, Kunming, Lanzhou, Nankín, Nanning, Qingdao, Shanghai-Hongqiao, Shenyang, Shenzhen, Shijiazhuang, Taiyuan, Tianjin, Urumqi, Wenzhou, Xi'an, Xining, Yangzhou, Yantai, Yinchuan, Yongzhou, Yulin, Zhangjiajie, Zhuhai |
| China Southern Airlines                | Seúl-Incheon, Taipéi-Taoyuan |
| China United Airlines                  | Pekín-Nanyuan |
| Dragonair                              | Hong Kong |
| Eastar Jet                             | Charter : Jeju |
| Hainan Airlines                        | Pekín-Capital, Chengdú, Chongqing, Fuzhou, Haikou, Hohhot, Jinan, Lanzhou, Ningbo, Sanya, Taiyuan, Urumqi, Xiamen, Xi'an, Xining, Xuzhou |
| Hebei Airlines                         | Guiyang, Wenzhou |
| Jin Air                                | Charter : Jeju |
| Juneyao Airlines                       | Lijiang, Shanghai-Hongqiao, Shanghai-Pudong, Wenzhou |
| Kunming Airlines                       | Changzhou, Fuzhou, Kunming, Taizhou |
| Korean Air                             | Seúl-Incheon |
| Lucky Air                              | Fuzhou, Kunming |
| Mandarin Airlines                      | Kaohsiung, Taichung, Taipéi-Taoyuan |
| Okay Airways                           | Chongqing, Kunming, Lanzhou, Nankín, Qingdao, Sanya, Shenyang, Tianjin, Urumqi, Xiamen, Xi'an, Xining, Zhanjiang |
| Shandong Airlines                      | Hefei, Jinan, Qingdao, Xiamen |
| Shanghai Airlines                      | Shanghai-Hongqiao, Shanghai-Pudong |
| Shenzhen Airlines                      | Fuzhou, Guiyang, Kunming, Lanzhou, Nankín, Nanning, Qingdao, Quanzhou, Shenzhen, Wuxi, Xi'an |
| Sichuan Airlines                       | Chengdú, Chongqing, Fuzhou, Kunming, Shenyang, Wenzhou, Xiamen |
| Silkair                                | Singapur |
| Spring Airlines                        | Shanghai-Hongqiao |
| T'way Airlines                         | Charter : Jeju |
| Thai Smile                             | Bangkok-Suvarnabhumi (comienza el 27 de octubre de 2013) |
| Tianjin Airlines                       | Jieyang, Nanning, Wenzhou, Xi'an |
| TransAsia Airways                      | Kaohsiung, Taipéi-Taoyuan |
| West Air (China)                       | Chongqing, Ningbo, Xiamen |
| Xiamen Airlines                        | Pekín-Capital, Chengdú, Chongqing, Dalian, Fuzhou, Guiyang, Hangzhou, Harbin, Hohhot, Jinan, Lanzhou, Mianyang, Nankín, Quanzhou, Taiyuan, Xi'an, Xiamen |
| Xiamen Airlines                        | Taipéi-Taoyuan |

## Estadísticas
En el 2010, el Aeropuerto Internacional de Changsha Huanghua fue el 12º aeropuerto con más pasajeros de China con 12 621 333.

## Transporte por tierra
- Autobuses del aeropuerto: Línea de Wuyi Avenue (Centro de Changsha), y Línea de la Estación Sur
- Autobuses a ciudades cercanas: Changde, Xiangtan, Zhuzhou, Yueyang
- El metro, actualmente en construcción, tendrá una línea que conectará el aeropuerto con el centro de la ciudad